# Przechowywanie dokumentów
Dokumenty księgowe za dany okres sprawozdawczy powinny być przechowywane w sposób, który zapewni ich nienaruszalność i łatwe odszukanie. Powinny one być przechowywane w siedzibie przedsiębiorstwa, miejscu prowadzenia działalności lub w miejscu prowadzenia ksiąg rachunkowych. Dokumenty te są niezbędne w sytuacji kontroli jednostki gospodarczej, gdyż maja one charakter dowodowy. 
Okres przechowywania określonych dokumentów jest następujący:
1. Listy płac – powinny być przechowywane przez okres 10 lat.
2. Dowody księgowe, dokumenty z inwentaryzacji, księgi rachunkowe – okres 5 lat.
3. Dowody kasowe, odcinki paragonowe – co najmniej do momentu rozliczenia osób, którym powierzono składniki majątkowe.
4. Dokumenty polityki rachunkowości – przez okres nie krótszy od 5 lat od upływu jej ważności.
5. Dokumenty inwentaryzacyjne – 5 lat.
6. Dokumenty dotyczące rękojmi i reklamacji – 1 rok po terminie upływu rękojmi lub rozliczeniu reklamacji.
7. Sprawozdanie finansowe – zawsze.

Należy zaznaczyć, że okres przechowywania list płac rozpoczyna się od dnia zakończenia przez ubezpieczonego pracy u danego płatnika (pracodawcy), pozostałych dokumentów od początku roku następującego po roku, którego dane dokumenty dotyczą. 
Okres przechowywania dokumentów dla celów podatkowych jest najczęściej dłuższy o 1 rok od czasu, jaki został określony w ustawie o rachunkowości. 
Dokumenty księgowe przechowuje się w taki sposób, aby uchronić je przed:
- wprowadzeniem niedozwolonych zmian
- nieupoważnionym rozpowszechnieniem
- uszkodzeniem
- zniszczeniem